# John H. Edwards

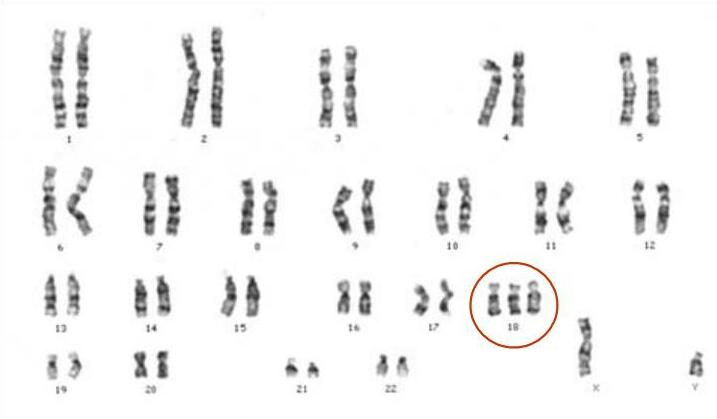
Ideograma de una célula humana de una persona con Síndrome de Edwars, trisomía del par 18.

John Hilton Edwards (26 de marzo de 1928–11 de octubre de 2007) fue un médico genetista británico. Fue el primero en describir un síndrome caracterizado por múltiples malformaciones congénitas asociado a la presencia de un cromosoma adicional. Este cromosoma pertenecía al grupo E, que incluye los cromosomas 16, 17 y 18. La afección ahora se conoce como síndrome de Edwards o síndrome de trisomía 18.

## Biografía
Era hijo del cirujano Harold C. Edwards. Su hermano es el genetista y estadístico A.W.F. Edwards. Al principio de su carrera, trabajó bajo supervisión de Lancelot Hogben, y en algunas ocasiones se le distinguió de su hermano con el término "Hogben's Edwards".
En 1979, Edwards fue elegido para la beca de la Sociedad Real. Fue miembro del Keble College, Oxford, y profesor de genética en la Universidad de Oxford desde 1979 hasta 1995, y nombrado profesor emérito de genética de la misma casa de estudios.

### Obituarios
- Professor John Edwards The Indeoendent on Sunday, 17 de noviembre de 2007. (en inglés)
- McKusick, Victor A. (1 de diciembre de 2007). «John Hilton Edwards 1928–2007». Nature Genetics (en inglés) 39: 1417. ISSN 1546-1718. doi:10.1038/ng1207-1417. Consultado el 20 de junio de 2019. (en inglés)

- Datos: Q1385898